# 경선식
경선식(景宣植, 1972년 1월 20일 ~ )은 대한민국의 학원인이다. 주식회사 경선식에듀의 대표이사이다.

## 이력
- 연세대학교를 졸업.
- 2001년부터 2007년까지 메가스터디 외국어영역 강사로 전임.
- 2011년 비타에듀 외국어영역 강사.
- (주)경선식에듀 대표.
- 전 한양대, 외대, 건국대, 동국대 어휘 특강.

## 방송
- OBS 생방송 투유〈기억력의 비밀〉(2008년 11월 27일)
- EBS FM 경선식의 고교 영단어 (2008년 3월 3일 ~ 2008년 8월 30일) - 진행

## 저서
- 경선식 영단어 초스피드 암기비법 - 수능
- 경선식 영숙어 초스피드 암기비법 - 수능
- 경선식 EBS 영단어 초스피드 암기비법
- 경선식 영단어 초스피드 암기비법 - 공.편.토 (수능고난도)
- 외국어 영역 출제원리
- 경선식 영단어 초등 ⑤~⑥학년 & 중학대비